# Monestir de la Temptació
El Monestir de la Temptació (àrab: دير القرنطل, Dayr al-Qurunṭul; grec: Μοναστήρι του Πειρασμού) és un monestir cristià ortodox situat a Cisjordània, concretament al Mont de la Temptació, i mirant cap a la vila de Jericó i la Vall del Jordà. El monestir està construït a una alçada de 350 m sobre el nivell del mar. El temple és una atracció turística i està sota l'administració de l'Autoritat Nacional Palestina, si bé el monestir està gestionat per l'Església Ortodoxa de Jerusalem.

## Història
Les trenta o quaranta coves que esquitxen el Mont de la Temptació van ser habitades per ermitans des dels primers anys del cristianisme, que van convertir aquestes coves en cel·les i capelles i varen elaborar un complex sistema de recollida d'aigua pluvial en cinc cisternes. Al segle iv, els romans d'Orient van construir-hi un petit monestir a les ruïnes d'una fortalesa asmonea, tot i que aquest monestir fou posteriorment abandonat a conseqüència de la invasió i la conquesta persa el 614.
El més antic dels monestirs fou construït pels romans d'Orient al segle vi sobre la cova en què suposadament Jesús va passar quaranta dies de dejú i de meditació sobre la temptació del dimoni, a uns 13 quilòmetre al nord-oest de Jericó. El monestir rep el nom de la muntanya on es troba, el Mont de la Temptació. El monestir fou identificat per Helena de Constantinoble com un dels "llocs sagrats" a la seva peregrinació el 326 dC.
Palestina, i també Jericó, fou conquerida pels àrabs sota el califat islàmic d'Úmar ibn al-Khattab l'any 630. Quan els croats varen envair l'àrea el 1099 hi construïren dues esglésies: una en una cova a mig camí de la cima (a uns 350 m d'alçada) i l'altra a la pròpia cima. Feien referència al lloc com Mons Quarantana (en llatí quarantana fa referència al número 40, el nombre de dies que Jesús va fer dejú segons l'Evangeli).
La terra sobre la qual es va construir el monestir fou adquirida per l'Església Ortodoxa el 1874. El 1895 es va construir el monestir al voltant d'una capella en una cova, que marca la pedra on Jesús va seure durant el seu dejú. Tres monjos ortodoxos viuen al monestir i s'encarreguen de les guies per als turistes.
L'Església Ortodoxa, juntament amb els palestins ortodoxos, van intentar construir una església a la cima, sense èxit però; els murs sense acabar d'aquella església es troben sobre el monestir al vessant. En aquest emplaçament hi hagué una fortalesa construïda pels selèucides denominada Doq, fins que fou capturada pels asmoneus. En aquest lloc fou també assassinat Simó Macabeu pel seu gendre Ptolemeu.

## Turisme
El Monestir de la Temptació és una de les principals atraccions turístiques de Jericó. La seva elevació i ubicació li proporcionen unes privilegiades vistes sobre la ciutat, sobre la vall del Jordà i la Mar Morta, vistes que ja es poden apreciar des del telefèric. A més a més, el centre turístic annex al monestir disposa d'un restaurant oriental amb terrasses que donen a la ciutat i d'unes poques botigues de souvenirs.
Hi ha dues maneres d'accedir al monestir. D'una banda, hi ha un telefèric que porta en cinc minuts des de la pròpia ciutat de Jericó fins al monestir i, d'una altra, s'hi pot accedir per unes escales excavades a la roca de la muntanya, en un ascens d'entre uns 15 i 30 minuts.
El monestir està obert al públic per a visites de dilluns a dissabte. El telefèric està en funcionament tots els dies de la setmana. A diferència de la majoria de monestirs ortodoxos a l'Orient Pròxim, aquest el poden visitar tant homes com dones.

## Galera de fotografies

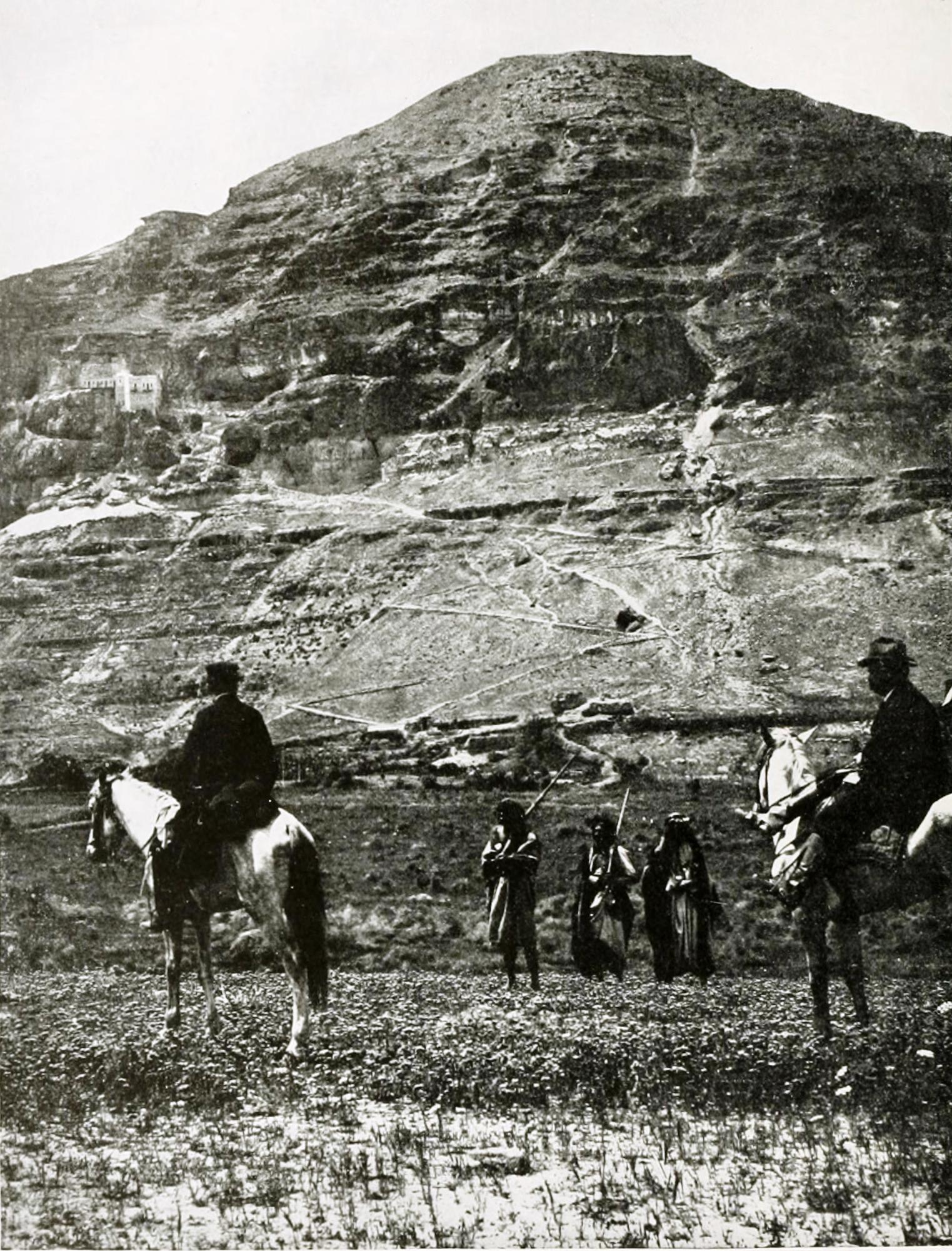
Monestir de la Temptació el 1910
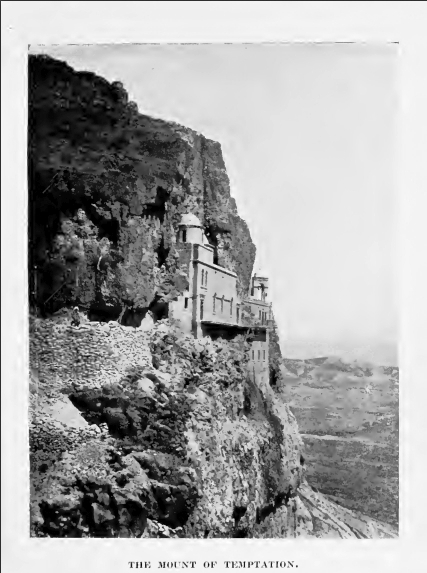
Monestir de la Temptació el 1913
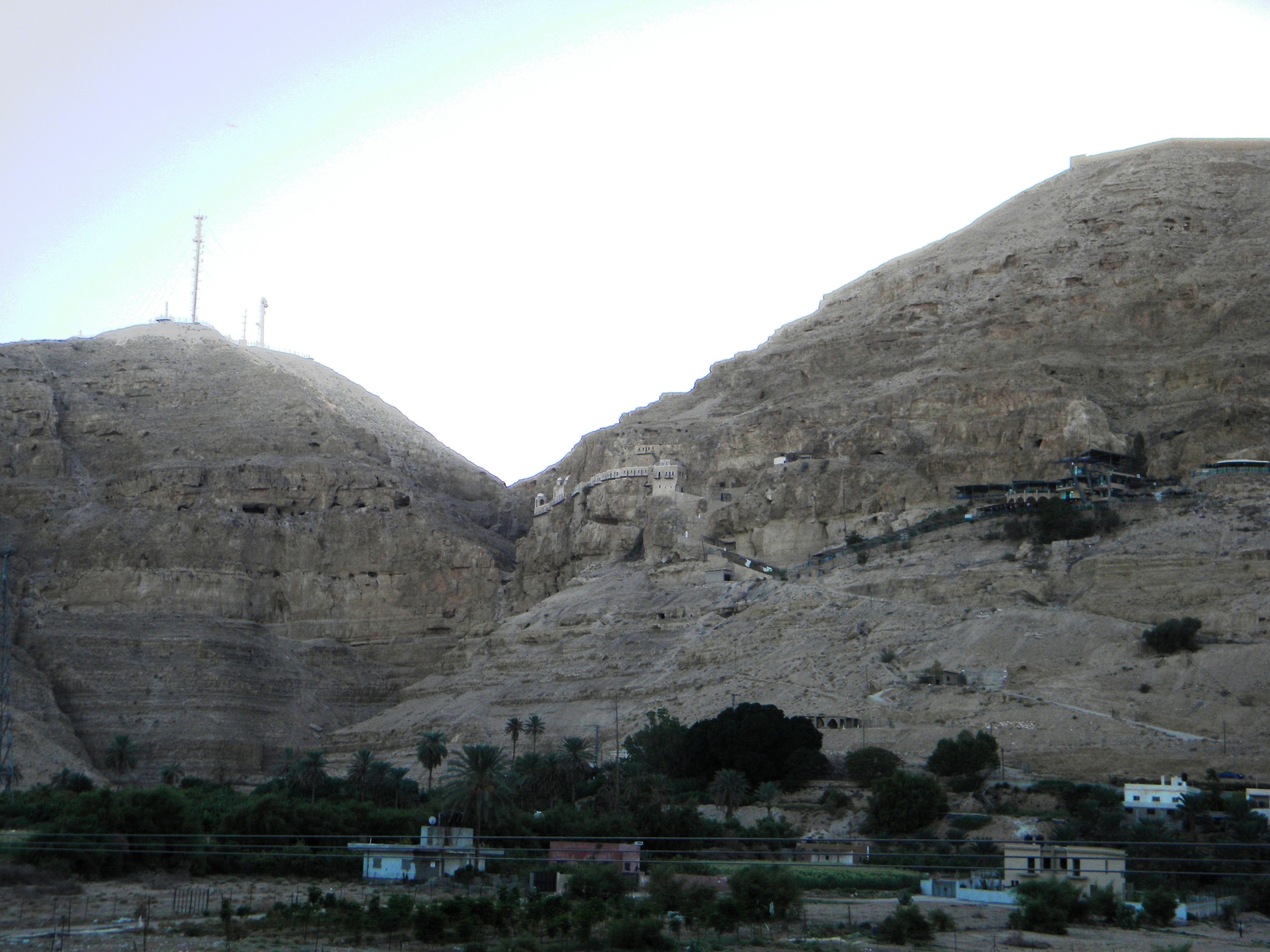
Vista de lluny del monestir
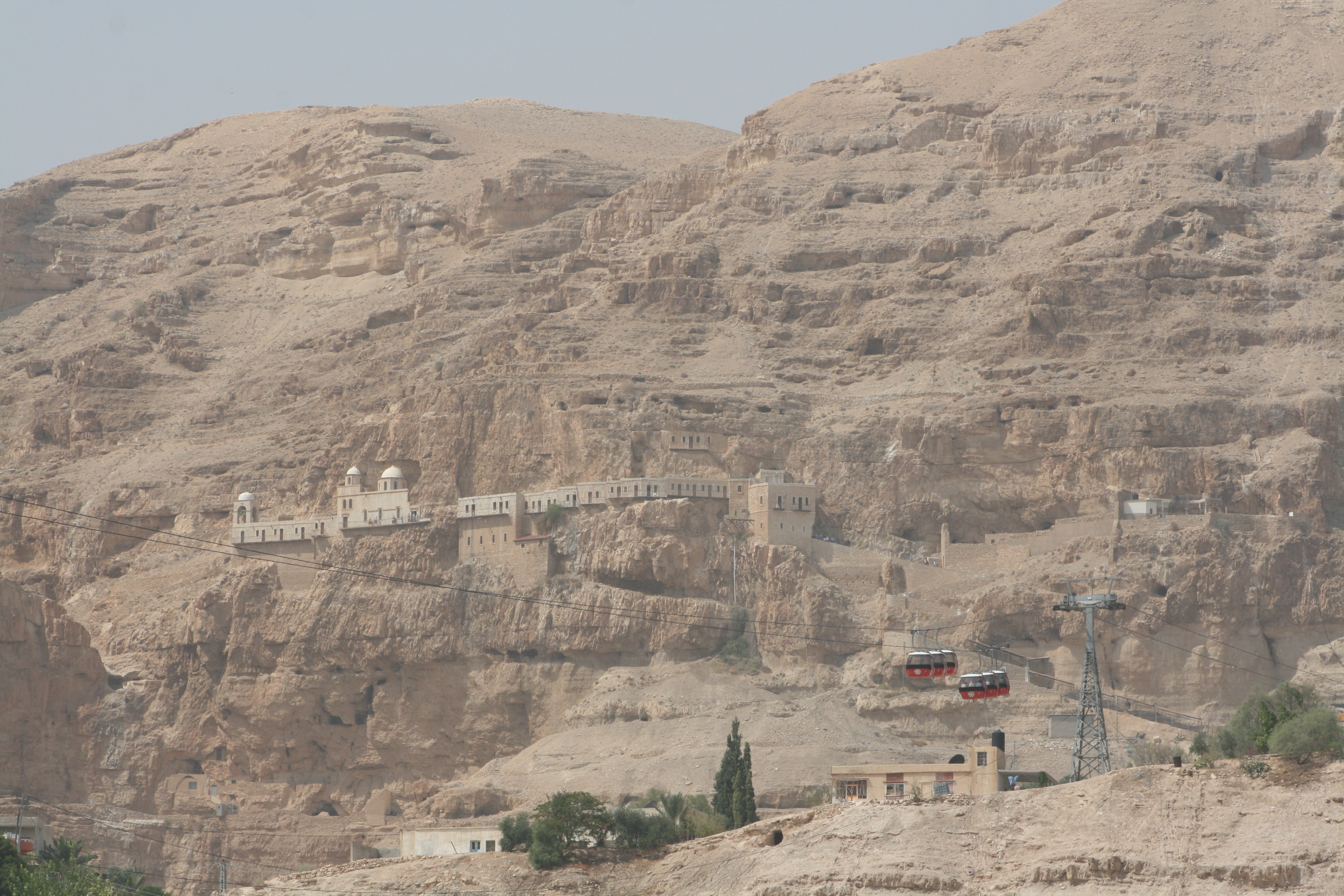
Situació del monestir al Mont de la Temptació
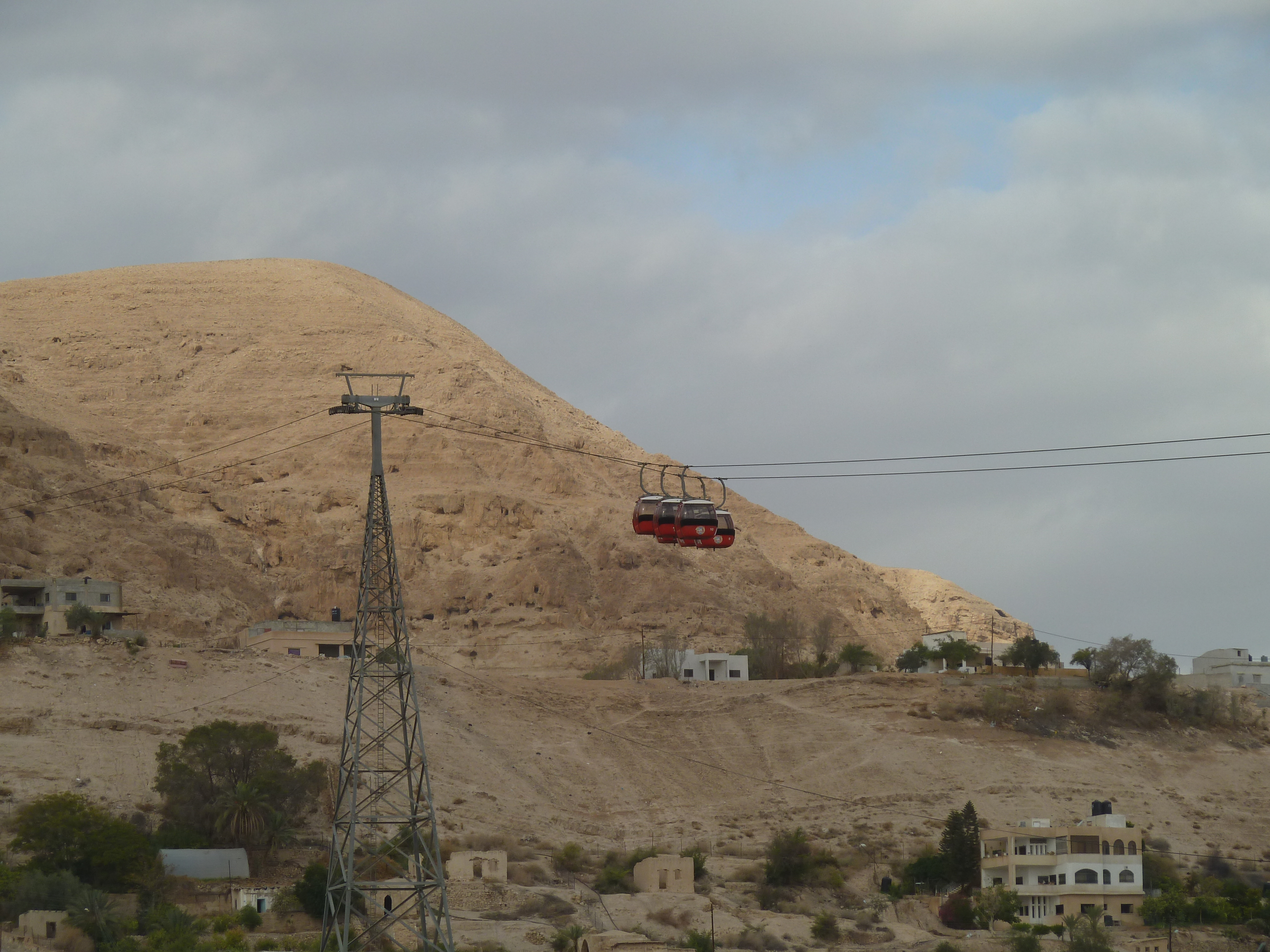
Telefèric cap al monestir
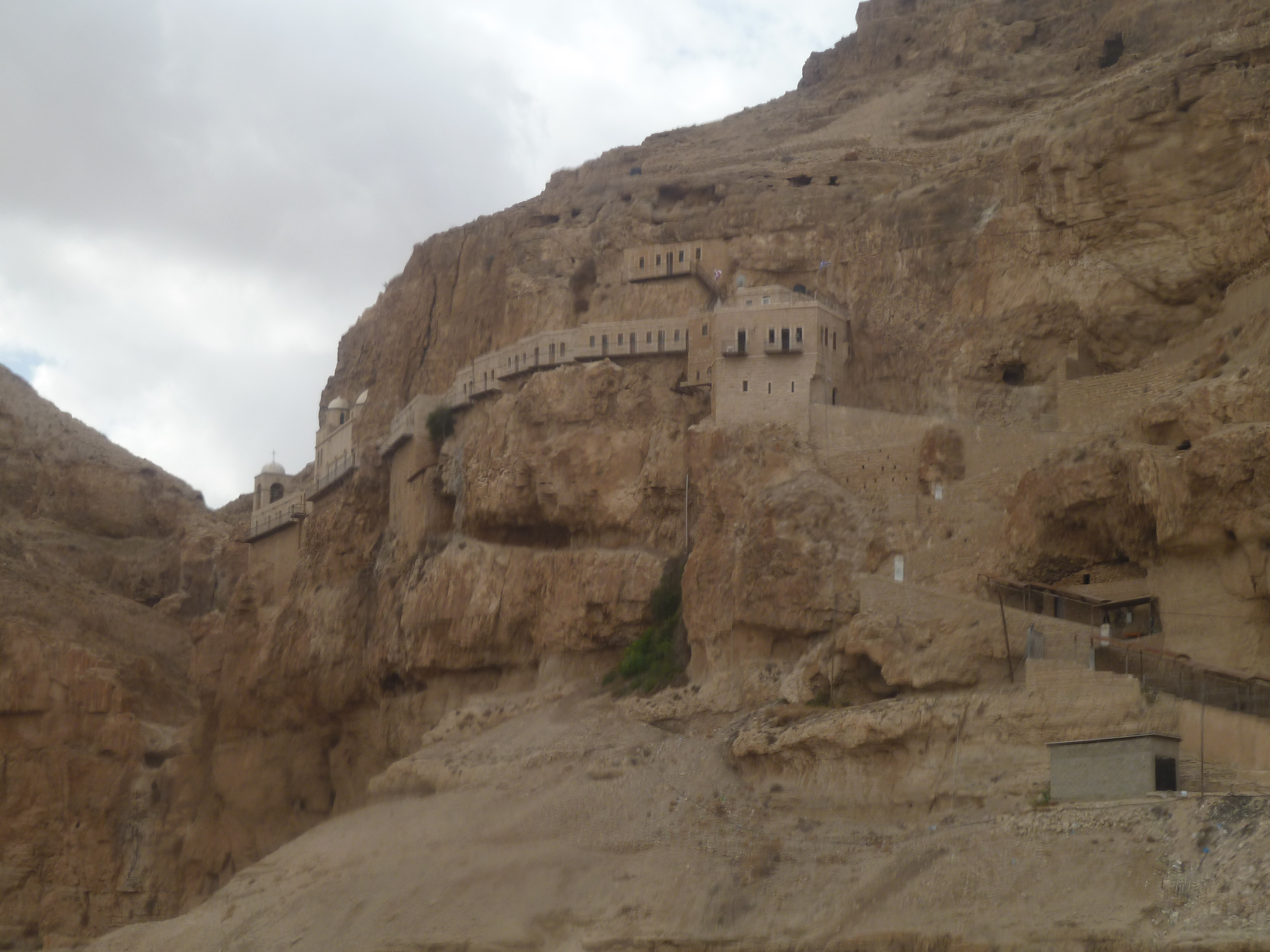
Vista lateral
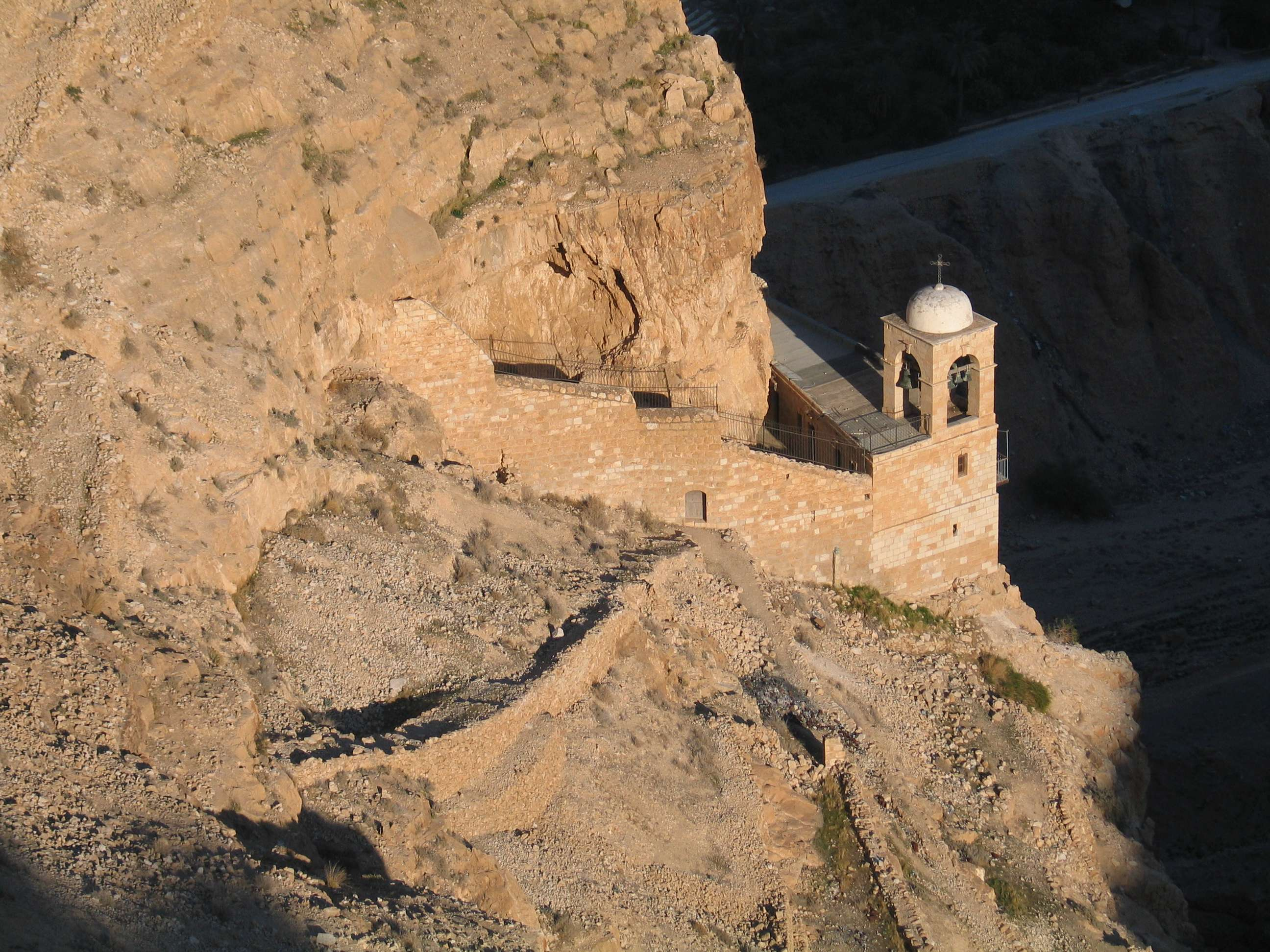
El monestir vist des de dalt
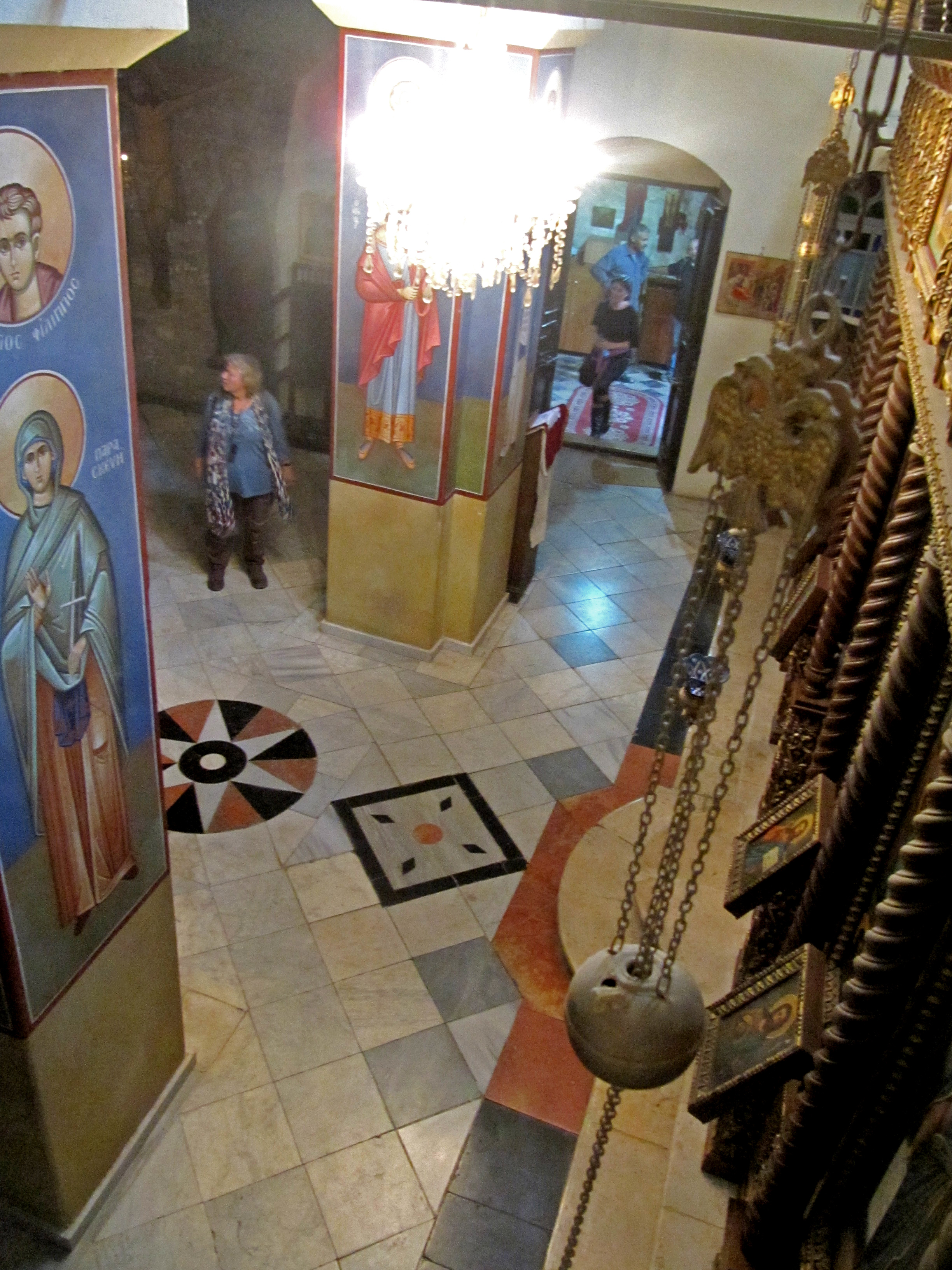
Interior del monestir
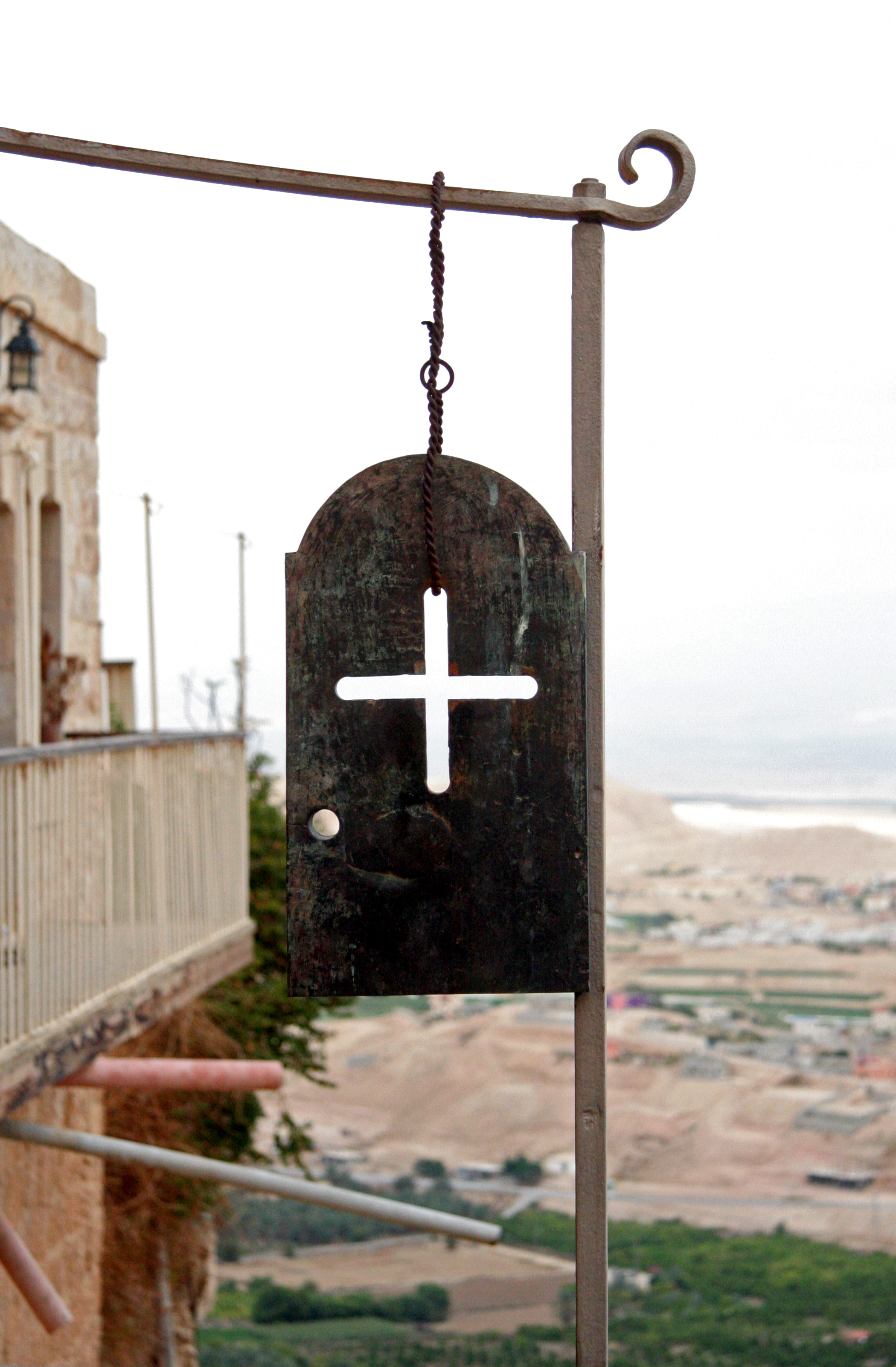
Detall decoratiu
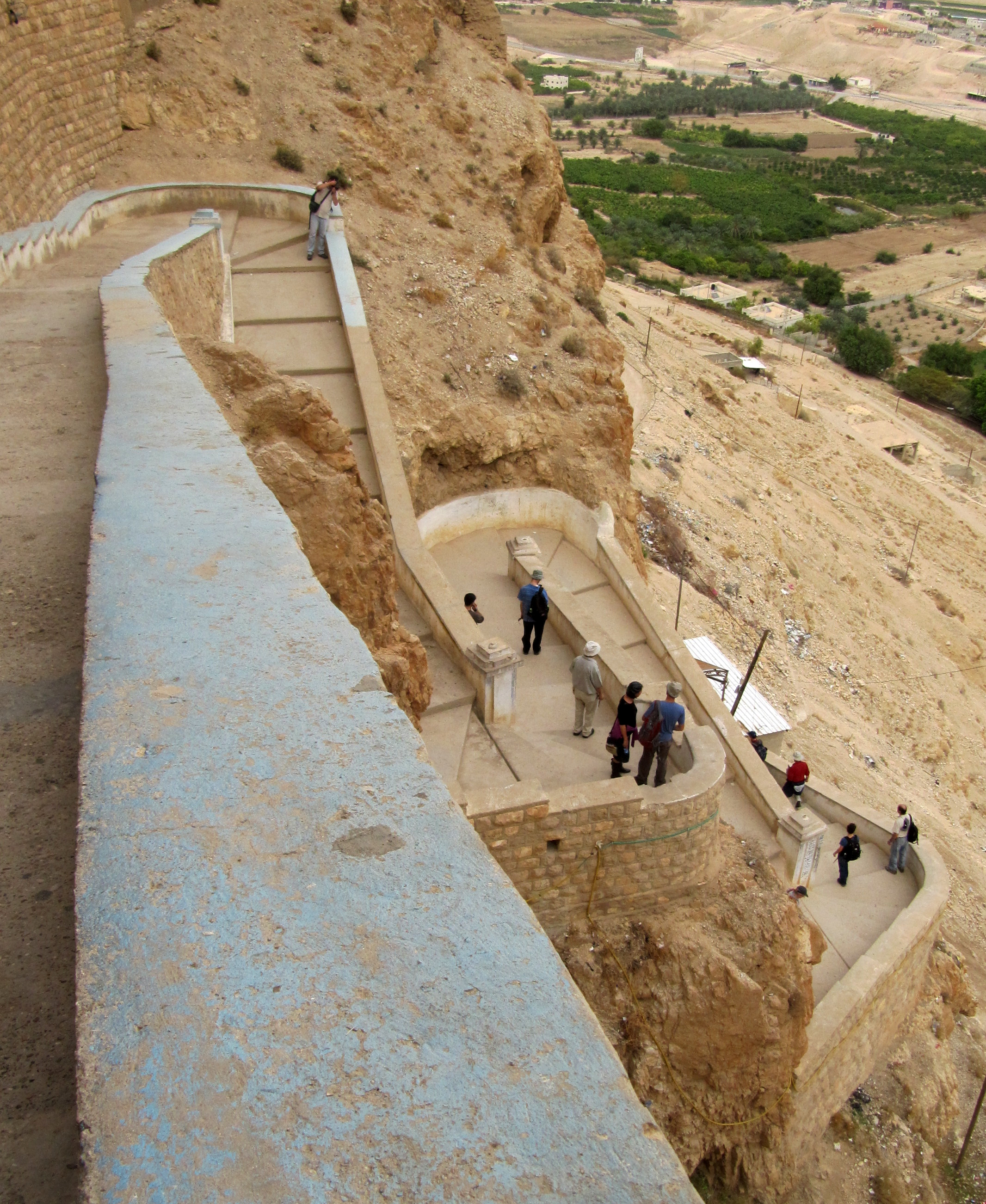
Escalinata del monestir
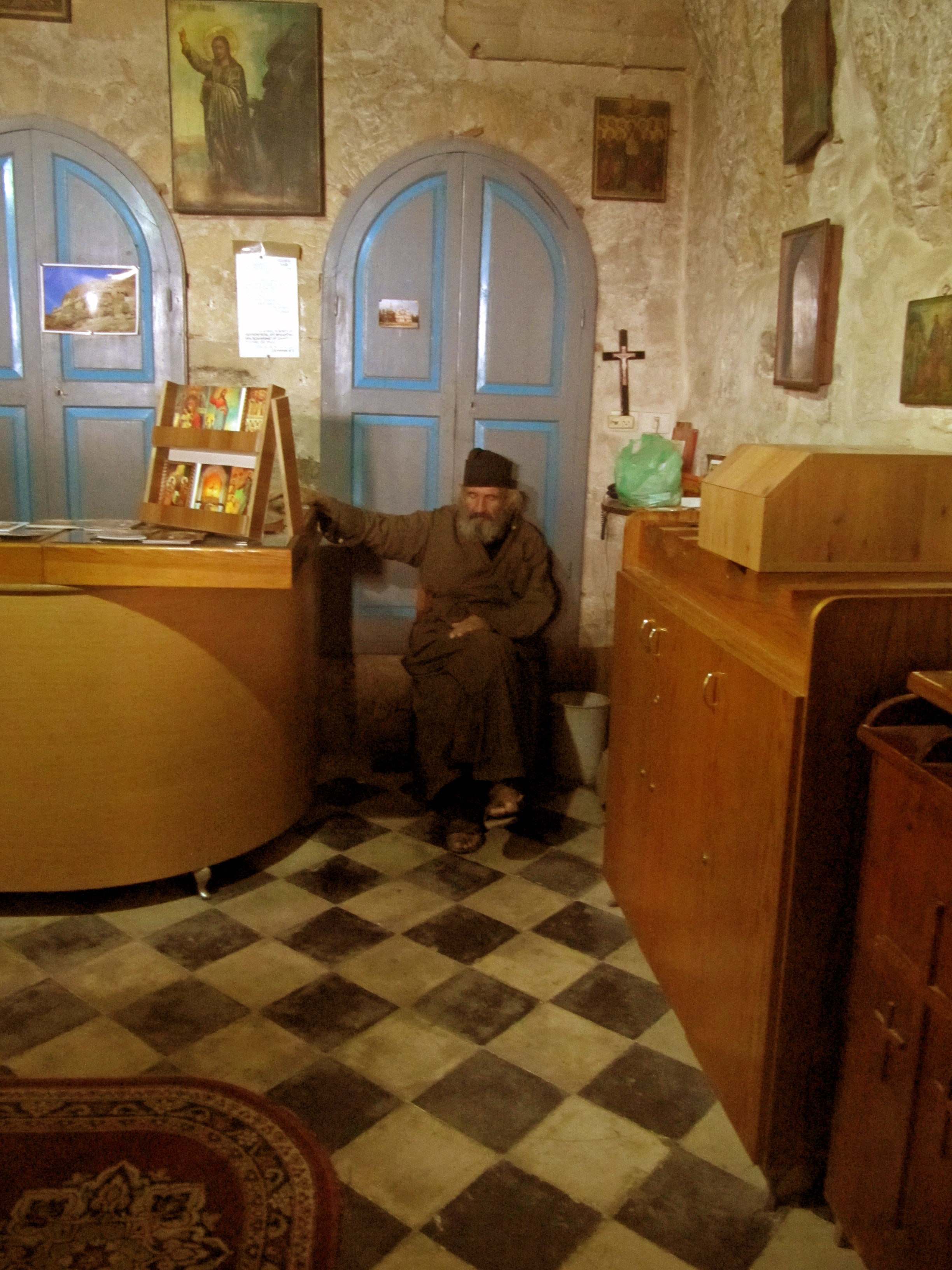
Monjo ortodox a l'interior del monestir
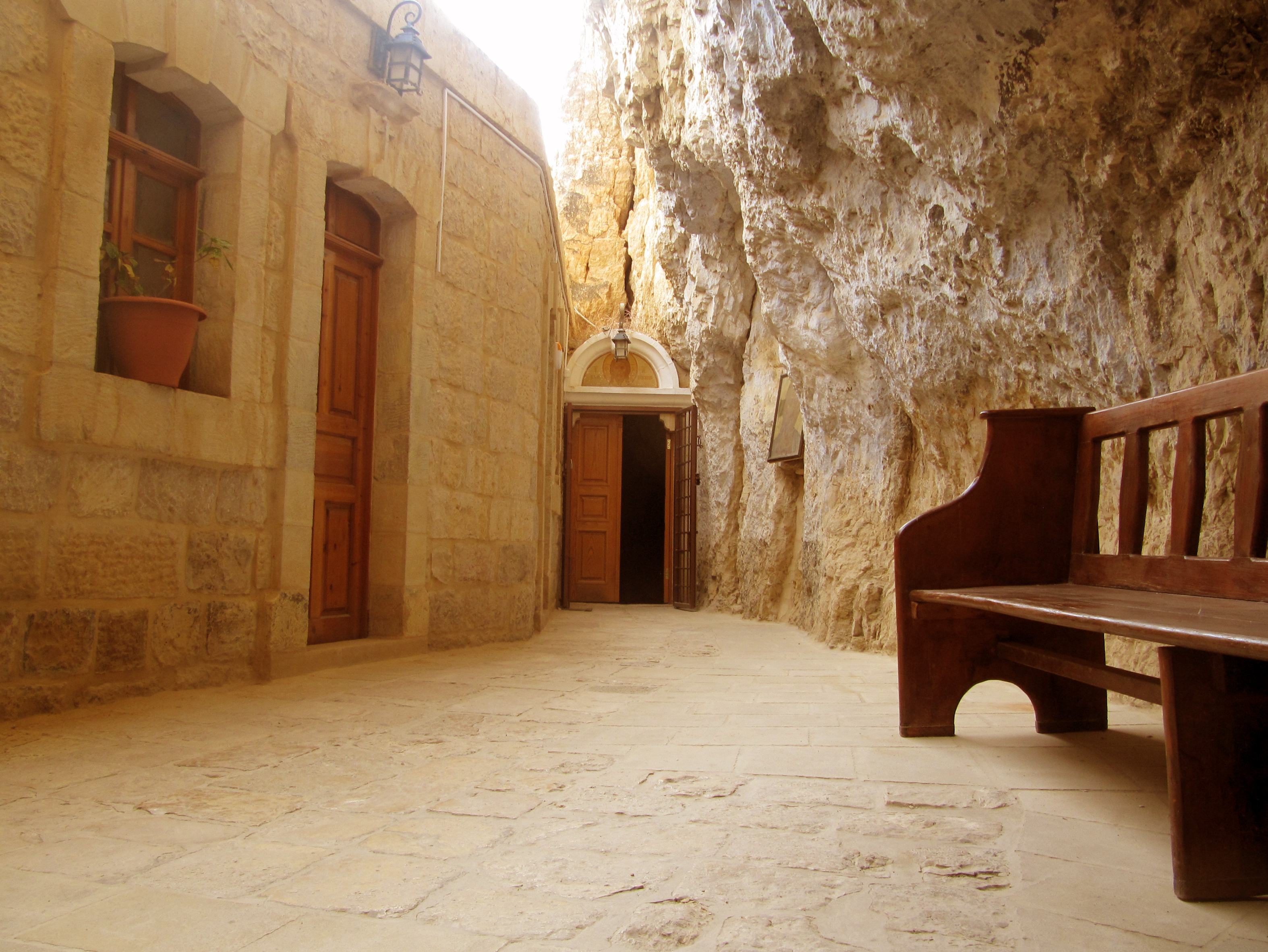
Passadís interior
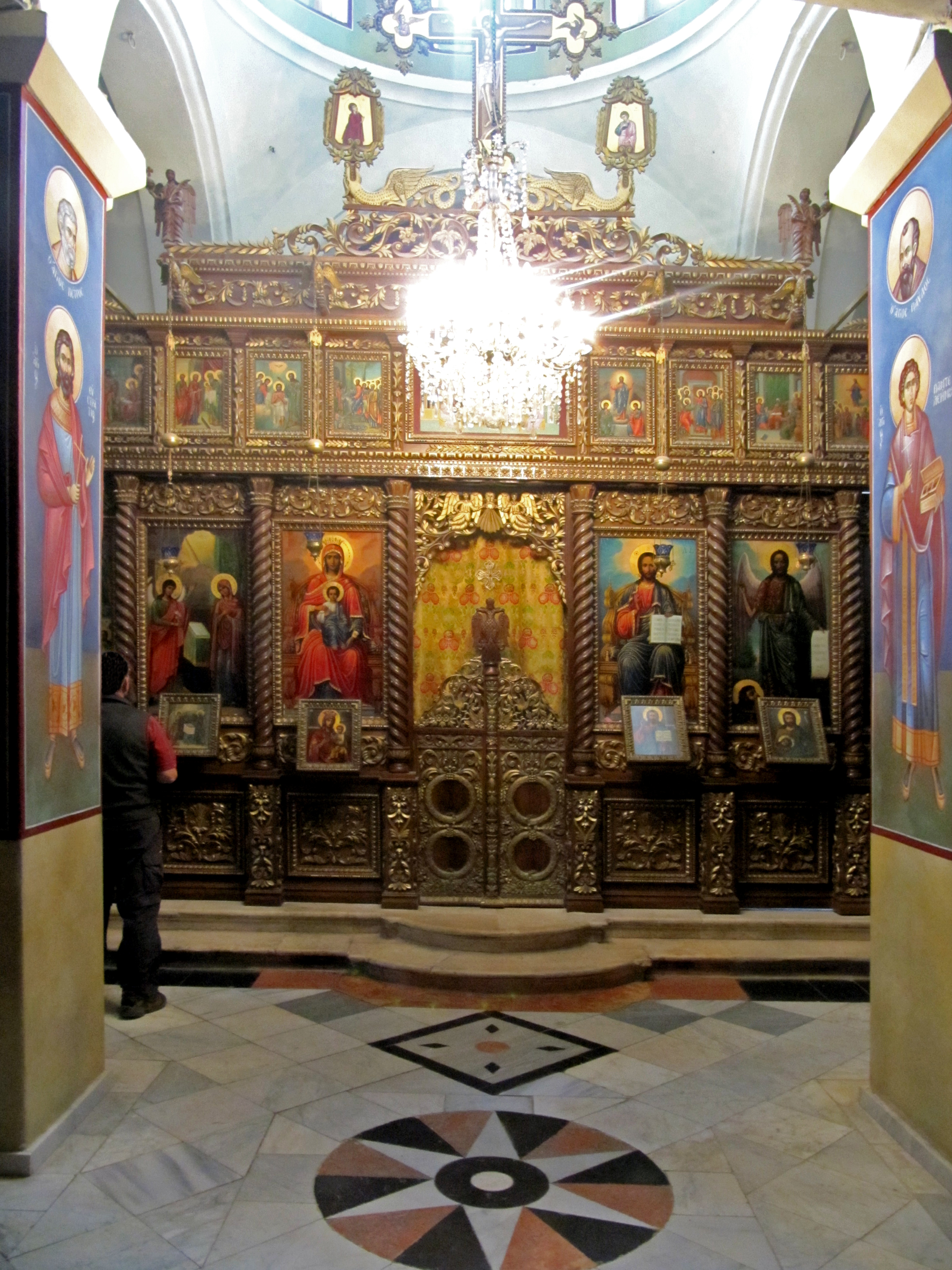
Interior del monestir
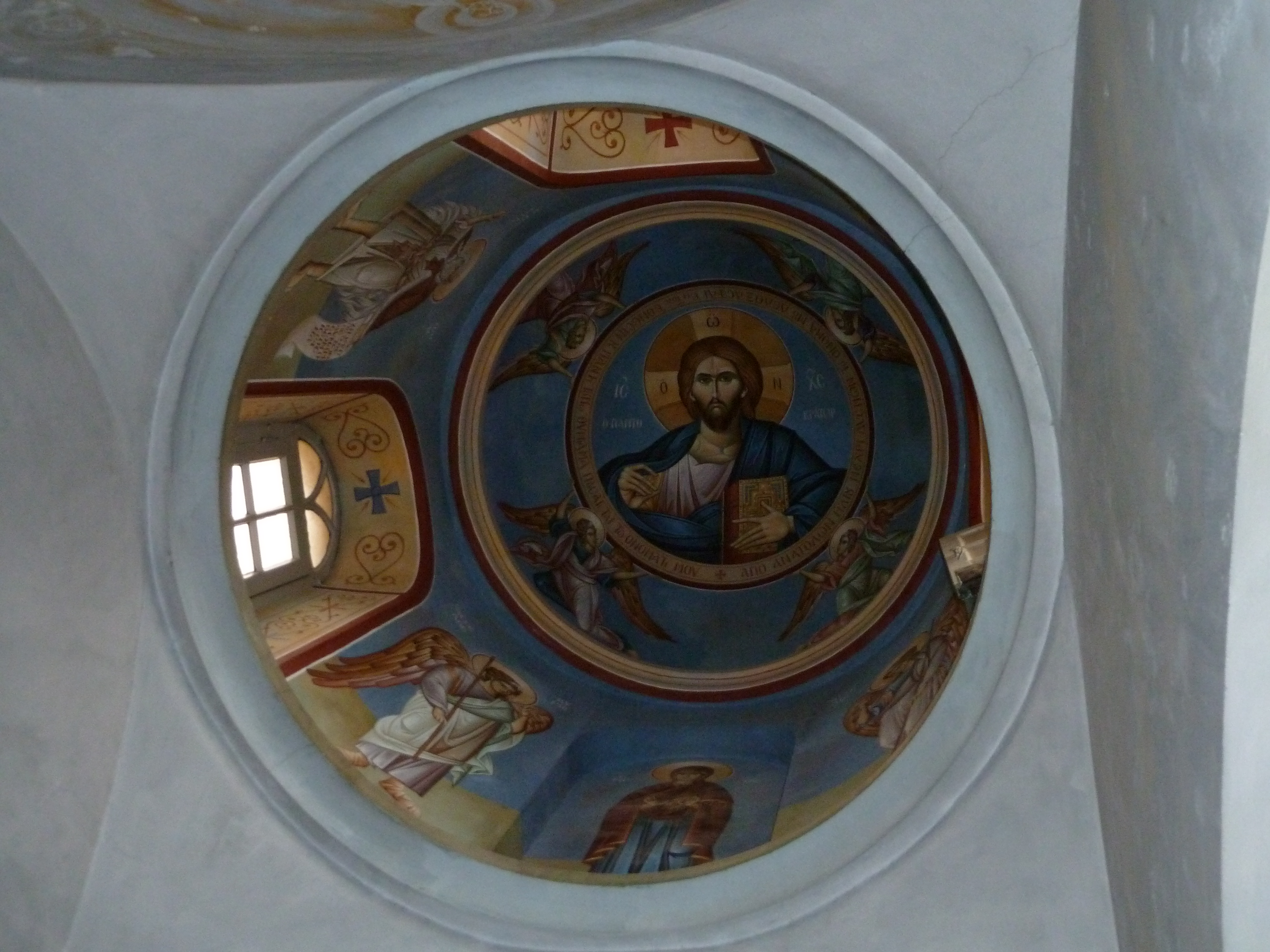
Detall interior del monestir